# Вильсон (фильм)
«Вильсон» (англ. Wilson) — первая полномасштабная американская кинобиография Вудро Вильсона, снятая режиссёром Генри Кингом. Заглавную роль исполнил Александер Нокс.
Лента была неоднозначно воспринята в кругах мировых кинокритиков и провалилась в прокате. Многие критики отмечали, что фильм отражает не столько реальные факты, сколько частную жизнь Вудро Вильсона. Продюсер картины Дэррил Занук вложил в неё очень значительную часть своих средств, рассчитывая создать масштабную историческую картину, однако его надежды не оправдались.
Невзирая на коммерческий провал, фильм получил пять премий «Оскар» — «Лучший оригинальный сценарий» (Ламар Тротти), «Лучшая операторская работа» (Леон Шамрой), «Лучшая работа художника-постановщика» (Вьярд Ихнен, Томас Литтл), «Лучший монтаж» (Барбара Маклин), «Лучший звук» (Эдмунд Х. Хансен), и номинировался ещё на пять, включая «Лучший фильм». Исполнитель главной роли Александер Нокс стал лауреатом премии «Золотой глобус» и выдвигался на «Оскар», но проиграл Бингу Кросби.

## Сюжет
Действие фильма начинается в 1909 году. Уже немолодой Вудро Вильсон (Александер Нокс) оставляет пост президента Принстонского университета и с головой погружается в американскую политику. Годом спустя он становится губернатором штата Нью-Джерси, а уже в 1913 — президентом США.
На посту президента Вильсон совершает ряд значительных реформ, пытаясь покончить с Первой мировой войной в Соединённых Штатах. В 1916 году жители страны избирают его на второй срок, веря, что он сможет прекратить безжалостную войну в США, но, согласно фильму, это оказывается ему не под силу — немецкие провокации слишком сильны.
Центральная часть второй половины картины — роль Вильсона в мирных переговорах и создание Лиги Наций, концепции которой он был предан. В конце концов, Сенат США отказал во вступлении США в организацию.
В финальной сцене фильма подавленный и разбитый Вильсон покидает свой офис, чувствуя приближающуюся смерть.

## В ролях
| Актёр                  | Роль                                       |
| ---------------------- | ------------------------------------------ |
| Александер Нокс        | Вудро Вильсон                              |
| Чарльз Коберн          | доктор Генри Холмс                         |
| Джеральдин Фицджеральд | Эдит Вильсон                               |
| Томас Митчелл          | Джозеф Патрик Тамалти                      |
| Седрик Хардвик         | Генри Кабот Лодж                           |
| Винсент Прайс          | Уильям Макэду                              |
| Уильям Эйт             | Джордж Фелтон                              |
| Мэри Андерсон          | Элеанор Вильсон                            |
| Рут Форд               | Маргарет Вильсон                           |
| Сидни Блэкмер          | Джозефус Дэниэлс                           |
| Чарльз Хэлтон          | «Полковник Хаус»                           |
| Фрэнсис Бушмен         | Бернард Барух (в титрах не указан)         |
| Фрэнсис Форд           | оратор кампании Хьюза (в титрах не указан) |
| Лестер Дорр            | репортёр (в титрах не указан)              |

## Создание
В 1943 году, по поручению правительства Соединённых Штатов, кинопродюсер Дэррил Занук начал подготовку к съёмкам документального фильма «Вильсон» о бывшем президенте страны Вудро Вильсоне. На тот момент самого Вильсона не было в живых уже 19 лет. Идея о создании документальной ленты была быстро откинута, и Занук принялся за полномасштабный и крупнобюджетный художественный фильм. Продюсер приложил множество усилий для того, чтобы фильм навсегда вошёл в историю: отдал для разработки более 5 миллионов долларов (фантастическая сумма для 1943 года), которые ушли на декорации, гонорары актёрам и вознаграждение за предоставление комнат для съёмок в Палате представителей США и Белом доме, а также пригласил на съёмочную площадку более 13 тысяч массовочных актёров. Сам Занук говорил о своей идее так:
Мы снимаем этот фильм, чтобы показать ошибки прошлого, избежав их повтора в будущем. Честно скажу, „Вильсон“ — мой личный крестовой поход за мир во всём мире
1 августа 1944 года премьеру фильма в Нью-Йорке посетило более шести тысяч человек, включая именитого адвоката Уэнделла Уилки, вдову самого Вильсона, Эдит, и политика Джеймса Кокса.

## Критика
Фильм был неоднозначно воспринят мировыми кинокритиками, которые, по большей части, отмечали недостоверность изложенной в фильме информации, но хвалили актёрскую работу Александера Нокса. Республиканцы и изоляционисты заявили, что этот фильм — не что иное, как пропаганда проходившей тогда избирательной кампании Франклина Рузвельта.
- «Большая часть исключительного качества фильма связана с актёрской игрой Александера Нокса» — Босли Кроутер, The New York Times[5]
- «Расточительная биография Вудро Вильсона» — Марк Слэскоу, Movie's Guide[6]
- «Это странноватый вид байопика, вид, который сейчас уже не делают» — Майкл В. Филлипс-младший, Goatdog's Movies[7]

## Награды и номинации
- 1944 — фильм вошёл в десятку лучших фильмов года по версии Национального совета кинокритиков США.
- 1945 — премия «Золотой глобус» за лучшую мужскую роль в драме (Александер Нокс).
- 1945 — 10 номинаций на премию «Оскар»: лучший фильм, лучшая мужская роль (Александер Нокс), лучший режиссёр (Генри Кинг), лучший оригинальный сценарий (Ламар Тротти; победа), лучшая музыка (Альфред Ньюман), лучшие визуальные эффекты, лучшая операторская работа (Леон Шамрой; победа), лучшая работа художника-постановщика (победа), лучший монтаж (победа), лучший звук (победа).